# كيث ألين
كيث ألين (بالإنجليزية: Keith Allen)‏ (و. 1953 – م) هو ممثل، وممثل هزلي، ومقدم برامج، ومخرج سينمائي، وموسيقي، وكاتِب، وكاتب غنائي، من المملكة المتحدة.

## وصلات خارجية
- كيث ألين على موقع IMDb (الإنجليزية)
- كيث ألين على موقع ألو سيني (الفرنسية)
- كيث ألين على موقع ميوزك برينز (الإنجليزية)
- كيث ألين على موقع أول موفي (الإنجليزية)
- كيث ألين على موقع قاعدة بيانات الأفلام السويدية (السويدية)
- كيث ألين على موقع إن إن دي بي (الإنجليزية)
- كيث ألين على موقع أول ميوزيك (الإنجليزية)
- كيث ألين على موقع ديسكوغز (الإنجليزية)
- كيث ألين على موقع قاعدة بيانات الفيلم (الإنجليزية)
- كيث ألين على موقع كينوبويسك (الروسية)